# Camp des Milles
Il Camp des Milles era un campo di internamento francese, aperto nel settembre 1939, in un'ex fabbrica di piastrelle nei pressi del villaggio di Les Milles, parte del comune di Aix-en-Provence. Nell'ottobre 2015 il sito è stato scelto dall'UNESCO come sede della sua nuova cattedra di Educazione alla cittadinanza, alle scienze umane e alle memorie condivise.

## Storia
Il campo fu inizialmente utilizzato per internare tedeschi ed ex austriaci che vivevano nell'area di Marsiglia e, nel giugno 1940, vi furono detenuti circa 3.500 artisti e intellettuali. I detenuti includevano uomini di lettere come Fritz Brugel, Lion Feuchtwanger, William Herzog, Alfred Kantorowicz, Golo Mann, Walter Hasenclever, scienziati come il premio Nobel Otto Fritz Meyerhof, oltre a musicisti e pittori come Erich Itor Kahn, Hans Bellmer, Max Ernst, Hermann Henry Gowa, Gustave Herlich, Max Lingner, Ferdinand Springer, Franz Meyer, Jan Meyerowitz, Peter Lipman-Wulf, François Willi Wendt e Robert Liebknecht.
Tra il 1941 e il 1942, Le Camp des Milles fu utilizzato come campo di transito per gli ebrei, principalmente uomini. Le donne erano al Centre Bompard di Marsiglia, in attesa dei loro visti e delle loro autorizzazioni per emigrare. Poiché l'emigrazione divenne impossibile, Les Milles divenne uno dei centri di raduno prima della deportazione. Circa 2.000 dei detenuti furono spediti al campo di internamento di Drancy sulla strada per Auschwitz. Dopo la guerra, il sito fu brevemente riaperto nel 1946 come fabbrica.

### Memoriale
Dal 1993, i siti fungono da memoriale della seconda guerra mondiale. La "Fondation du camp des Milles: mémoire et éducation" è diretta da Alain Chouraqui, ricercatore presso il Centro nazionale francese per la ricerca scientifica.
Il 10 settembre 2012, settant'anni dopo l'ultimo treno partito da Les Milles per il campo di concentramento di Auschwitz, il memoriale è stato inaugurato dal primo ministro francese Jean-Marc Ayrault. Elie Wiesel, Simone Veil e Serge Klarsfeld hanno visitato e lodato il memoriale.
Il memoriale include anche la scultura "Non saranno mai dimenticati: Serge e Beate Klarsfeld e Marceline Kogan" di Hal Goldberg.

### Film
Nel 1995 è stato realizzato un film intitolato Les Milles che commemora questo campo e gli eventi che hanno avuto luogo in questo campo al momento dell'armistizio nel giugno 1940.

## UNESCO
L'8 ottobre 2015, l'UNESCO ha lanciato la sua nuova cattedra per l'educazione alla cittadinanza, alle scienze umane e alle memorie condivise al Camp des Milles alla presenza del presidente francese François Hollande. La cattedra si concentrerà su ricerca e attivismo incentrati sulla storia dell'Olocausto, sulla cittadinanza e sulla prevenzione del genocidio. Secondo Hollande, la cattedra fungerà da "sito nazionale per la formazione e la cittadinanza attraverso la memoria".